# Goran Tošić
Goran Tošić (* 7. Oktober 1982 in Pančevo) ist ein serbischer Tennisspieler, der bis Juni 2013 für Montenegro antrat.

## Karriere
Goran Tošić spielt hauptsächlich auf der ATP Challenger Tour und der ITF Future Tour. Er feierte bislang acht Einzel- und 26 Doppeltitel auf der Future Tour feiern. Auf der Challenger Tour gewann bis jetzt fünf Doppelturniere. Zum 1. Februar 2010 durchbrach er erstmals die Top 300 der Weltrangliste im Einzel und seine höchste Platzierung war ein 263. Rang im Juni 2010.
Goran Tošić spielte von 2007 bis 2011 für die montenegrinische Davis-Cup-Mannschaft. In den Saisons 2012 und 2013 kam er nicht mehr zum Einsatz. In insgesamt 17 Begegnungen erzielte er eine Einzelbilanz von 12:7 und eine Doppelbilanz von 5:3. Damit ist er sowohl der erfolgreichste Spieler der montenegrinischen Davis-Cup-Geschichte als auch Rekordspieler des Landes.
Seit 2014 nimmt er nicht mehr an Tennisturnieren teil.

## Erfolge
| Legende (Anzahl der Siege)  |
| Grand Slam                  |
| ATP World Tour Finals       |
| ATP World Tour Masters 1000 |
| ATP World Tour 500          |
| ATP World Tour 250          |
| ATP Challenger Tour (7)     |

### Doppel

#### Turniersiege
| Nr. | Datum              | Turnier    | Belag         | Partner        | Finalgegner                               | Ergebnis          |
| --- | ------------------ | ---------- | ------------- | -------------- | ----------------------------------------- | ----------------- |
| 1.  | 20. November 2011  | Montevideo | Sand          | Nikola Ćirić   | Marcel Felder Diego Sebastián Schwartzman | 7:65, 7:64        |
| 2.  | 15. Juli 2012      | Timișoara  | Sand          | Denis Zivkovic | Andrei Dăescu Florin Mergea               | 6:2, 7:5          |
| 3.  | 23. September 2012 | Trnava     | Sand          | Nikola Ćirić   | Mate Pavić Franko Škugor                  | 7:60, 7:5         |
| 4.  | 23. Juni 2013      | Tanger     | Sand          | Nikola Ćirić   | Maximilian Neuchrist Mate Pavić           | 6:3, 6:75, [10:8] |
| 5.  | 27. Juli 2013      | Tampere    | Sand          | Henri Kontinen | Ruben Gonzales Chris Letcher              | 6:4, 6:4          |
| 6.  | 15. März 2014      | Kasan      | Hartplatz (i) | Flavio Cipolla | Wiktor Baluda Konstantin Krawtschuk       | 3:6, 7:5, [12:10] |
| 7.  | 20. Juli 2014      | Recanati   | Hartplatz     | Ilija Bozoljac | James Cluskey Laurynas Grigelis           | 5:7, 6:4, [10:5]  |